# Dodecano
Con il termine dodecano ci si riferisce ad un qualunque alcano avente formula bruta C12H26 o ad una qualunque miscela di più composti corrispondenti a tale formula (isomeri strutturali) o per antonomasia all'isomero lineare, chiamato più propriamente n-dodecano.
Il n-dodecano è un alcano lineare liquido composto da 12 atomi di carbonio, di formula CH3(CH2)10CH3. Presenta 355 isomeri.
Viene usato come solvente, chaser di distillazione e scintillatore.

## Combustione
La reazione di combustione del dodecano avviene come segue:
{\displaystyle {\ce {C12H26 (l) + 37/2 O2(g) -> 12 CO2(g) + 13 H2O (g)}}}
La reazione ha ∆H˚ = -7513 kJ

## Surrogato di carburante per jet
Negli ultimi anni, l'n-dodecano ha attirato l'attenzione come  possibile surrogato dei carburanti a base di cherosene come Jet-A, S-8 e altri carburanti convenzionali per l'aviazione. È considerato un surrogato di combustibile di seconda generazione progettato per emulare la velocità della fiamma laminare, soppiantando in gran parte l'n-decano, principalmente a causa della sua maggiore massa molecolare e del rapporto idrogeno/carbonio più basso che riflette meglio il contenuto di n-alcano dei carburanti a reazione.